# Lijst van hogeronderwijsinstellingen in Slowakije
Hieronder een (incomplete) lijst van de hogeronderwijsinstellingen in Slowakije, gesorteerd naar regio.

## Bratislava
- Slowaakse Technische Universiteit (Bratislava)
- Comenius Universiteit Bratislava (Bratislava)
- Economische Universiteit Bratislava (Bratislava)
- Hogeschool voor Muzikale Kunsten Bratislava (Bratislava)
- Hogeschool voor Beeldende Kunst Bratislava (Bratislava)
- Politieacademie Bratislava (Bratislava)
- Slowaakse Geneeskundige Universiteit (Bratislava)

## Trnava
- Universiteit Trnava (Trnava)
- Cyrillus en Methodius Universiteit (Trnava)

## Trenčín
- Alexander Dubček Universiteit Trenčín (Trenčín)

## Nitra
- J. Selye Universiteit (Komárno)
- Constantijn de Filosoof Universiteit (Nitra)
- Slowaakse Economische Universiteit (Nitra)

## Žilina
- Generaal Milan Rastislav Štefánik Krijgsmachtacademie (Liptovský Mikuláš)
- Katholieke Universiteit Ružomberok (Ružomberok)
- Universiteit Žilina (Žilina)

## Banská Bystrica
- Matej Bel Universiteit (Banská Bystrica)
- Kunstacademie Banská Bystrica (Banská Bystrica)
- Technische Universiteit Zvolen (Zvolen)

## Prešov
- Universiteit Prešov (Prešov)

## Košice
- Technische Universiteit Košice (Košice)
- Diergeneeskundige Universiteit Košice (Košice)
- Pavel Jozef Šafárik-Universiteit (Košice)